# Sandra Hansson
Sandra Mariana Hansson, född 2 april 1980 i Bäcke församling i Älvsborgs län, är en svensk längdskidåkare, som även skördat internationella framgångar på rullskidor. Hennes främsta meriter är segrar i Vasaloppet 2008 och 2009 samt seger i långloppsvärldscupen på längdskidor 2010/2011.

## Biografi
Hansson är uppvuxen i dalsländska Bäckefors. Som junior gick hon på skidgymnasium i Torsby (1996–2000) och utvecklades i svenska juniorlandslaget. Hon deltog i ungdoms-OS (1997) samt tre junior-VM (1998–2000). I junior-VM 2000 i Štrbské Pleso i Slovakien vann Hansson guld i stafett tillsammans med Lina Andersson, Carin Holmberg och Mariana Handler. Hon blev också uttagen av Sveriges olympiska kommitté år 2000 i en framtidssatsning mot OS 2006.
2001 tvingades Sandra Hansson dock sluta med idrotten på grund av sjukdom, men gjorde senare comeback år 2007. Under tiden hade hon utbildat sig till civilekonom och fastighetsmäklare. År 2008 och 2009 segrade hon i Vasaloppet. Säsongen 2008/09 var hon en del av den norska långloppssatsningen Team Mekonomen, där bland andra även Thomas Alsgaard och Hilde Gjermundshaug Pedersen ingick. Säsongen 2010/11 var Hansson en del av Team United Bakeries där bland andra Jörgen Brink och Thomas Alsgaard ingick. Säsongen 2012/2013 var hon med i Team Oslo Sportslager-Moelven som hon själv startat. Säsongen 2013/14 ändrades teamnamnet till Team Moelven. En långvarig virussjukdom stoppade henne från att tävla säsongen 2014/2015, och hon kom sedan inte att återvända till elitåkningen.
Hansson är med sex segrar också den som vunnit världens största rullskidslopp Alliansloppet flest gånger. Sista gången spurtslog hon mångåriga landslagsåkaren Ida Ingemarsdotter på upploppet år 2014. 
Hon tävlade, utöver de företagssponsrade långloppslagen, i huvudsak för den svenska klubben Uddevalla IS, men även till viss del för den norska klubben Strindheim IL.

## Meriter
- 1:a FIS Marathon Cup (långloppsvärlscupen) 2010/11
- 1:a Vasaloppet 2009
- 1:a Vasaloppet 2008
- 1:a König Ludwig Lauf 2011
- 1:a Jizerska (Tjeckiens Vasalopp) 2011
- 1:a Jizerska (Tjeckiens Vasalopp) 2010
- 1:a Tartu Ski Marathon 2011
- 1:a Tartu Ski Marathon 2010
- 1:a Tartu Ski Marathon 2009
- 1:a Finlandia Hiihto 2011
- 2:a Vasaloppet 2010
- 2:a Marcialonga 2010 o 2011
- 2:a FIS Marathon Cup 2008-09
- 2:a Birkebeinerrennet 2009
- 1:a VM stafett rullskidor Oroslavje 2007
- 1:a JVM stafett Štrbské Pleso 2000
- Tre Worldgames-guld i rullskidor Oberhof 1999
- EM-guld i rullskidor Cervinio 1999
- VM-silver i rullskidor Rotterdam 2000
- 21 SM-medaljer i längdskidåkning, rullskidor, friidrott och terränglöpning (varav 11 guld)

## Utmärkelser
- Bohusläningens guldmedalj 2009[5]
- Årets dalslänning 2009[6]